# Toapaya Selatan
Toapaya Selatan is een bestuurslaag in het regentschap Bintan van de provincie Riau-archipel, Indonesië. Toapaya Selatan telt 4165 inwoners (volkstelling 2010).